# Černovice (Chomutovi járás)
Černovice település Csehországban, Chomutovi járásban. Černovice Chomutov, Málkov, Březno, Křimov és Spořice településekkel határos. Lakosainak száma 665 fő (2024. január 1.).

## Népesség
A település lakosságának változását az alábbi diagram mutatja:
| Lakosok száma | 439  | 553  | 844  | 613  | 428  | 497  | 554  | 586  | 622  | 665  |
|               | 1869 | 1900 | 1921 | 1961 | 1980 | 2011 | 2016 | 2019 | 2021 | 2024 |